# Воронин, Иван Григорьевич
Ива́н Григо́рьевич Воро́нин (1840, село Дурное, Пронский уезд, Рязанская губерния — 13 июля 1883, Пятигорск) — русский поэт, прозаик, автор широко известной в последней трети XIX века песни «Не шуми ты, Волга-матушка…».

## Биография
Родился в 1840 году в селе Дурное Пронского уезда Рязанской губернии (ныне село Октябрьское, Пронский район, Рязанская область) в семье государственных крестьян. Родители Воронина, как пишет он сам, «…по причине сильных неурожаев оставили родное село и переселились в Саратов». Тогда Ивану Воронину было три года. В дальнейшем жизнь Воронина связана с Волгой. В Саратове он служит в булочной, которая становится своеобразным клубом для разночинной молодёжи. Плавает на волжских пароходах.
Иван Воронин в своих стихах часто обращается к образам талантливых выходцев из народа («Кулибин»), с горечью пишет о трагических судьбах русских поэтов Кольцова, Полежаева, Лермонтова («Русские певцы»). Стихи Ивана Воронина проникнуты сочувствием к народу и верой в светлое будущее Родины («На пароходе»). В приволжских провинциальных газетах Воронин печатает очерк. («Путевые заметки о приволжском крае», «Из приволжской жизни») рецензии на стихи И. С. Никитина, И. З. Сурикова.

## Публикации
- Стихотворения Ивана Григорьевича Воронина. — Казань, 1870;
- Стихотворения и очерки И. Г. Воронина. — 2-е изд. — М., 1877;
- Очерки и рецензии. — СПб., 1881.